# Ritual de lo Habitual
Ritual de lo Habitual (рус. Обычный ритуал) — второй студийный альбом американской рок-группы Jane's Addiction, был выпущен 21 августа 1990 года на лейбле Warner Bros. Records. Это последняя студийная пластинка коллектива до их первого распада в 1991 году. В поддержку альбома были выпущены четыре сингла, два из которых — «Been Caught Stealing» и «Stop!» — стали визитной карточкой группы. Альбом получил дважды платиновый статус в Соединённых Штатах.

## Об альбоме
Стилистически альбом разбит на две части. Треки с 1по 5 состоят из несвязанных песен в стиле хард-рок. Издание на аудиокассете имеет около десяти минут тишины на стороне «А», в конце. Треки с 6 по 9 сочинены под влиянием наркотической тематики и посвящены памяти погибшей подруги Перри Фаррелла, известной как Ксиола Блю (Xiola Blue), которая умерла от передозировки героина в 1987 году в возрасте 19 лет («Then She Did» затрагивает тему самоубийство матери Фаррелла, когда ему было 4 года). В музыкальном плане, «Three Days» и «Then She Did», имеют выраженное прог-рок влияние, в то время как «Of Course» навеяна восточными мотивами, центральный инструмент этой песни — скрипка.
Во вступлении «Ain’t No Right» Перри Фаррелл поёт отрывок из песни «Sex & Drugs & Rock & Roll» Иэна Дьюри, который заканчивается гневной тирадой в отношении наркотиков. После этого начинается основная часть композиции.

## Отзывы критиков
«Неимоверно задорная „Stop!“, глумливая „Ain’t No Right“, рага-рокерская „Of Course“, и конечно эпическая „Three Days“» — писал Питер Кейн в журнале Q, «альбом — загадочный, дерзкий и непредсказуемый до самого конца».
«После прослушивания этого диска понимаешь, как мало групп потрудились хорошо поработать в студии, чтобы написать вдохновляющие вещи, подобные этим» — писал Эндрю Перри в ретроспективном обзоре для журнала Select. В том же номере издания альбом был поставлен на 5-е место в списке лучших альбомов 90-х: «Не было бы никакого Nevermind, без этого диска. Попутно группа стала проводником возрождения группы Led Zeppelin» .
В 2003 году журнал Rolling Stone поставил альбом на 453-е место в своём списке «500 величайших альбомов всех времён».

## Список композиций
Слова и музыка всех песен — Jane's Addiction.
| №  | Название               | Длительность |
| -- | ---------------------- | ------------ |
| 1. | «Stop!»                | 4:14         |
| 2. | «No One's Leaving»     | 3:01         |
| 3. | «Ain't No Right»       | 3:34         |
| 4. | «Obvious»              | 5:55         |
| 5. | «Been Caught Stealing» | 3:34         |
| 6. | «Three Days»           | 10:48        |
| 7. | «Then She Did...»      | 8:18         |
| 8. | «Of Course»            | 7:02         |
| 9. | «Classic Girl»         | 5:07         |

## Участники записи
Jane’s Addiction:
- Перри Фаррелл — вокал
- Дэйв Наварро — гитара
- Эрик Эвери — бас-гитара
- Стивен Перкинс — ударные

Дополнительные музыканты
- Чарли Бишрет — скрипка («Of Course»), электроскрипка («Then She Did…»)
- Ронни С. Шампань — бас-гитара («Of Course»)
- Джон Филип Шенел — струнные («Then She Did…»)
- Джофф Стредлинг — фортепиано ("Obvious, " «Then She Did…»)

Технический персонал
- Дэйв Джерден — продюсирование
- Перри Фаррелл — изображения, продюсирование
- Боб Ласивита — звукоинженер
- Ронни С. Шампань — звукоинженер, гитарный техник
- Эдди Шрейер — мастеринг
- Росс Гарфилд — техник барабанной установки
- Ким Шампань — консультант
- Том Рекчион — консультант
- Крис Эдвардс — ассистент
- Герман Эгопэйн — ассистент
- Виктор Брэк — фотографии

## Хит-парады

### Альбом
| Год  | Чарт              | Высшая позиция |
| ---- | ----------------- | -------------- |
| 1990 | Billboard Top 200 | 19             |

### Singles
| Год  | Сингл                  | Чарт                   | Высшая позиция |
| ---- | ---------------------- | ---------------------- | -------------- |
| 1990 | «Stop!»                | Modern Rock Tracks     | 1              |
| 1990 | «Stop!»                | Hot Dance Music Sales  | 23             |
| 1991 | «Been Caught Stealing» | Modern Rock Tracks     | 1              |
| 1991 | «Been Caught Stealing» | Mainstream Rock Tracks | 2              |
| 1991 | «Been Caught Stealing» | Hot Dance Music Sales  | 13             |
| 1991 | «Classic Girl»         | Modern Rock Tracks     | 15             |